# میلی اسمال
میلی اسمال (انگلیسی: Millie Small; زاده ۶ اکتبر ۱۹۴۷ – درگذشته ۵ مهٔ ۲۰۲۰) خواننده و ترانه‌نویس اهل جامائیکا بود. وی بین سال‌های ۱۹۶۲ تا ۱۹۷۲ میلادی فعالیت می‌کرد.